# Герра, Атулла
Атулла Герра (англ. Ataullah Guerra, род. 14 ноября 1987 года, Лавентилль, Тринидад и Тобаго) — тринидадский футболист, полузащитник. Выступал за сборную Тринидада и Тобаго.

## Карьера
Воспитанник клуба «Сан-Хуан Джаблоти». В 20 лет сумел попасть в основную команду. В её составе он дважды становился чемпионом страны. Затем в течение двух лет Герра выступал за другой местный клуб «Каледония Эй-Ай-Эй».
В 2013 году полузащитник играл в чемпионате Финляндии за «РоПС». Через год Герра вернулся на родину и подписал контракт с клубом «Сентрал».

### В сборной
За сборную Тринидада и Тобаго вызывается с 2008 года. Дебютировал за неё Герра только через два года в товарищеской игре против сборной Антигуа и Барбуды. С тех пор он стал постоянно вызываться в распоряжение национальной команды.

## Достижения
- Чемпион Тринидада и Тобаго (2): 2007, 2008
- Обладатель Кубка Тринидада и Тобаго (2): 2011/12, 2012/13